# Vranje Peči
Vranje Peči (nemško Rabensteingreuth) je naselje v Občini Labot v Okraju Volšperk na Koroškem v Avstriji.